# Elecciones provinciales de Córdoba de 1915
Las elecciones generales de la provincia de Córdoba de 1915 tuvieron lugar el 14 de noviembre del mencionado año con el objetvio de elegir al Gobernador y Vicegobernador para el período 1916-1919, y a los miembros de ambas cámaras de la Legislatura Provincial.
En estos comicios la fórmula de la Unión Cívica Radical (UCR), con Eufrasio Loza como candidato a gobernador y Julio C. Borda para vicegobernador, obtuvo la victoria con 35.952 votos contra 32.774 del oficialista Partido Demócrata de Córdoba (fundado en 1913 como sucesor de la Concentración Popular) que presentó a Juan Félix Cafferata para gobernador y al ex intendente de Córdoba Eloy de Igarzábal para vicegobernador. Loza triunfó en 14 departamentos contra 11 de Cafferta, aunque ambos partidos perdieron votos con respecto a 1912.
El gobernador incumbente, Ramón José Cárcano, aceptó la derrota de su partido y el 17 de mayo de 1916 entregó el gobierno a Loza.